# Wyrak sundajski
Wyrak sundajski (Cephalopachus bancanus) – gatunek ssaka naczelnego z rodziny wyrakowatych (Tarsiidae). Zamieszkuje lasy, można go spotkać także w bliskim otoczeniu siedzib ludzkich.

## Taksonomia
Gatunek po raz pierwszy zgodnie z zasadami nazewnictwa binominalnego opisał w 1821 roku amerykańsko-angielski przyrodnik Thomas Horsfield nadając mu nazwę Tarsius bancanus. Miejsce typowe to wyspa Bangka, południowo-wschodnia Sumatra, Indonezja. Jedyny przedstawiciel rodzaju Cephalopachus który zdefiniował w 1835 roku angielski zoolog William Swainson. Holotyp został zakupiony przez autora opisu w jednym z okręgów górniczych na wyspie Bangka.
Podgatunki natunensis i saltator są często nierozpoznawane, ale zostały włączone jako taksony „wątpliwe” które wymagają dokładniejszego zbadania; uzasadnieniem jest to, że wyrak sundajski stanowi grupę taksonów wymagającej rewizji taksonomicznej a analizy okazów muzealnych, które zostały użyte do synonimizacji tych dwóch taksonów, były niewystarczające do dokonania oceny taksonomicznej. 
Autorzy Illustrated Checklist of the Mammals of the World rozpoznają cztery podgatunki. Podstawowe dane taksonomiczne podgatunków (oprócz nominatywnego) przedstawia poniższa tabelka:
| Podgatunek       | Oryginalna nazwa           | Autor i rok opisu | Miejsce typowe                                                    | Holotyp |
| ---------------- | -------------------------- | ----------------- | ----------------------------------------------------------------- | --- |
| C. b. borneanus  | Tarsius borneanus          | D.G. Elliot, 1910 | Batu Ampar, rzeka Landak, Borneo Zachodnie, Borneo, Indonezja.    | Skóra i czaszka na wpół dorosłej samicy zakonserwowane w alkoholu (sygnatura USNM 142242) ze zbiorów Narodowego Muzeum Historii Naturalnej; okaz zabrany 10 lipca 1905 roku przez Williama Abbotta.   |
| C. b. natunensis | Tarsius tarsier natunensis | Chasen, 1940      | Wyspa Serasen, Wyspy Natuna, Morze Południowochińskie, Indonezja. | Skóra i czaszka dorosłego samca (sygnatura BMNH 1947.1493) ze zbiorów Muzeum Historii Naturalnej w Londynie; okaz zebrany 16 sierpnia 1931 roku przez Percivala de Fontaine’a.                        |
| C. b. saltator   | Tarsius saltator           | D.G. Elliot, 1910 | Wyspa Belitung, Wyspy Bangka i Belitung, Sumatra, Indonezja.      | Skóra i czaszka na wpół dorosłej samicy zakonserwowane w alkoholu (sygnatura USNM 124992) ze zbiorów Narodowego Muzeum Historii Naturalnej; okaz zebrany 7 sierpnia 1904 roku przez Williama Abbotta. |

### Etymologia
- Cephalopachus: gr. κεφαλη kephalē „głowa”; παχυς pakhus „wielki, gruby”[16].
- Hypsicebus: gr. ὑψι hupsi „wysoko, w górze”; κηβος kēbos „długoogoniasta małpa”[17].
- bancanus: wyspa Bangka, Indonezja[3].
- borneanus: Borneo, południowo-wschodnia Azja[18].
- natunensis: Wyspy Natuna, Indonezja[19].
- saltator: łac. saltator, saltatoris „tancerz”, od saltare „tańczyć”, od salire „skakać”[20].

## Zasięg występowania
Wyrak sundajski występuje w zależności od podgatunku:
- C. bancanus bancanus – południowa Sumatra i Bangka; dokładne granice zasięgu występowania na Sumatrze są nieznane, ale prawdopodobnie wyznaczone przez rzekę Musi na północy.
- C. bancanus borneanus – Borneo i Karimata (u wybrzeży południowo-zachodnich Borneo).
- C. bancanus natunensis – wyspa Serasan, południowe Wyspy Natuna (tuż przy zachodnim wybrzeżu Borneo) i prawdopodobnie w pobliżu wyspy Subi; nie występuje w północnej części Wysp Natuna, zwłaszcza na Bunguran (największa z wysp).
- C. bancanus saltator – Belitung, Indonezja.

## Wygląd
Długość ciała 11,4–13,2 cm, ogona 20–23 cm; masa ciała samic 100–119 g, samców 110–138,5 g. Futro przybiera różnorodne barwy – od szarobrązowej przez beżową do żółtej. Wyjątkowo duże oczy – średnica jednego wynosi 1,6 cm. Bardzo długi ogon, nagi, z wyjątkiem pędzelka sierści na końcu. Przednie łapy krótsze od tylnych. Długie palce. Wyjątkowo giętka szyja pozwala zwierzęciu obracać głowę niemal o 360 stopni.

## Tryb życia
Nocny tryb życia. Żyją w małych grupach złożonych z samca, samicy i ich młodego. Dnie spędzają, śpiąc w dziuplach drzew lub ukryte wśród gęstej roślinności. Polują, wykorzystując głównie doskonały słuch, ale mają też bardzo dobrze rozwinięty zmysł wzroku i węchu. Potrafią wykonywać wyjątkowo długie skoki do 2 metrów długości i 1,5 m wysokości. Zwierzęta terytorialne, zamieszkują teren ok. 1 hektara. Samce oznaczają swoje terytorium za pomocą moczu lub wydzieliny ze specjalnych gruczołów nadbrzusznych. Porozumiewają się między sobą za pomocą głośnych okrzyków.

## Pożywienie
Zwierzęta głównie owadożerne, ale zjadają także drobne ssaki i gady. Dziennie mogą zjeść pokarm o wadze odpowiadającej 10% masy ich ciała.

## Rozmnażanie
Zwierzęta monogamiczne. Rozmnażają się dwa razy w roku. Samica po sześciomiesięcznej ciąży rodzi jedno młode, pokryte sierścią i z otwartymi oczami. Małe jest karmione mlekiem przez ok. 45 dni. Dojrzałość płciową osiąga w wieku jednego roku. Wyraki sundajskie dożywają w niewoli ponad 16 lat.

## Korelacja z człowiekiem
Wyraki sundajskie nie boją się ludzi i mogą mieszkać nawet w ogrodach przydomowych. Są uważane za pożyteczne, ponieważ zjadają wiele szkodliwych dla człowieka owadów. Niekiedy są chwytane i sprzedawane jako zwierzęta domowe. Stanowią także cenny materiał dla naukowców. Z drugiej strony wyraki mogą przenosić na człowieka pasożyty.

## Status zagrożenia
W Czerwonej księdze gatunków zagrożonych Międzynarodowej Unii Ochrony Przyrody i Jej Zasobów został zaliczony do kategorii VU (ang. vulnerable ‘narażony’).